# Chanchape
Chanchape es una localidad peruana ubicada en el distrito de La Matanza, perteneciente a la provincia de Morropón del departamento de Piura, al norte del Perú. 

## Ubicación
Chanchape se ubica al oeste de la provincia de Morropón, en el distrito de La Matanza, en el departamento de Piura.

## Demografía
En 2017 Chanchape tenía una población de 36 habitantes.
| Gráfica de evolución demográfica de Chanchape entre 1993 y 2017 |
|                                                                 |
| Fuentes: Población 1993 y 2017                                  |